# Beringel
Beringel é uma vila portuguesa que é sede da Freguesia de Beringel do Município de Beja, freguesia com 15,04 km² de área e 1188 habitantes (censo de 2021), tendo, por isso, uma densidade populacional de 79 hab./km². Localiza-se no extremo noroeste do município de Beja.
A povoação de Beringel foi elevada de novo à categoria de vila em 1997.
Foi vila e sede de concelho entre 1519 e 1839. Este era constituído por uma freguesia e tinha, em 1801, 1003 habitantes. Com lugares desta freguesia foi criada pela Lei 60/88, de 23 de maio, a freguesia de Trigaches.

## Demografia
A população registada nos censos foi:
| Ano  | 0-14 Anos | 15-24 Anos | 25-64 Anos | > 65 Anos |
| 2001 | 198       | 175        | 743        | 409       |
| 2011 | 160       | 113        | 678        | 350       |
| 2021 | 134       | 105        | 593        | 356       |

## Património
- Igreja Matriz de Santo Estêvão
- Capela de Nossa Senhora da Conceição
- Capela de Santo António
- Igreja da Misericórdia
- Calvário das Pedras Negras ou Calvário de Santa Maria Madalena
- Pelourinho de Beringel
- Olaria de Beringel
- Povoado do Outeiro do Circo
- Edifício da Câmara
- Cadeia
- Torre do Relógio

## Personalidades portuguesas
- Frei José de Beringel - Um religioso da Ordem Fransciscana.
- Linda de Suza e Cândida Branca Flor - Duas das mais emblemáticas cantoras portuguesas.
- António Zambujo - Fadista, músico e compositor português.
- José Matos Godinho - Médico, professor da Universidade de Coimbra